# جون لوريمر
جون لوريمر (بالإنجليزية: John Lorimer)‏ هو عسكري بريطاني، ولد في 27 نوفمبر 1962.